# Xã Walnut, Quận Fairfield, Ohio
Xã Walnut (tiếng Anh: Walnut Township) là một xã thuộc quận Fairfield, tiểu bang Ohio, Hoa Kỳ. Năm 2010, dân số của xã này là 6.841 người.